# Episodi di Vicini del terzo tipo (seconda stagione)
La seconda ed ultima stagione della serie televisiva statunitense Vicini del terzo tipo (The Neighbors) è stata trasmessa dal canale televisivo  ABC dal 20 settembre 2013 all'11 aprile 2014.
In Italia andrà in onda prossimamente sul canale satellitare Fox.
| nº | Titolo originale                           | Titolo italiano | Prima TV USA      | Prima TV Italia |
| -- | ------------------------------------------ | --------------- | ----------------- | --------------- |
| 1  | Family Conference                          |                 | 20 settembre 2013 |                 |
| 2  | September Fools                            |                 | 27 settembre 2013 |                 |
| 3  | The Neighbours                             |                 | 4 ottobre 2013    |                 |
| 4  | The One with Interspecies Friends          |                 | 11 ottobre 2013   |                 |
| 5  | Challoweenukah                             |                 | 18 ottobre 2013   |                 |
| 6  | Any Friggin' Sunday                        |                 | 1º novembre 2013  |                 |
| 7  | We Jumped the Shark (Tank)                 |                 | 8 novembre 2013   |                 |
| 8  | Good Debbie Hunting                        |                 | 15 novembre 2013  |                 |
| 9  | Thanksgiving is No Schmuck Bait            |                 | 22 novembre 2013  |                 |
| 10 | Supreme Like Me                            |                 | 6 dicembre 2013   |                 |
| 11 | A Christmas Story                          |                 | 13 dicembre 2013  |                 |
| 12 | Fear and Loving in New Jersey              |                 | 10 gennaio 2014   |                 |
| 13 | High School Reunion                        |                 | 17 gennaio 2014   |                 |
| 14 | Man, Actually                              |                 | 24 gennaio 2014   |                 |
| 15 | You've Lost That Larry Feeling             |                 | 31 gennaio 2014   |                 |
| 16 | Oscar Party                                |                 | 28 febbraio 2014  |                 |
| 17 | Balle Balle!                               |                 | 7 marzo 2014      |                 |
| 18 | A Night in (Lou Ferrigno's Hibachi) Heaven |                 | 14 marzo 2014     |                 |
| 19 | Uncle Benjamin                             |                 | 21 marzo 2014     |                 |
| 20 | Close Encounters of the Bird Kind          |                 | 28 marzo 2014     |                 |
| 21 | All That Jazzy Jeff                        |                 | 4 aprile 2014     |                 |
| 22 | There Goes the Neighbors' Hood             |                 | 11 aprile 2014    |                 |